# Interestatal 59
La Interestatal 59 (abreviado I-59) es una autopista interestatal de trazado norte-sur en la región sur de Estados Unidos, en los estados de Luisiana, Misisipi, Alabama y Georgia (Estados Unidos). Su extremo sur se encuentra cerca de Slidell, Luisiana (map) , en una intersección con la carretera Interestatal 10 y la Interestatal 12 , y termina en Wildwood, Georgia (map) , en una intersección con la carretera Interestatal 24. 
El principal objetivo de la carretera era conectar Birmingham, Alabama, a Chattanooga, Tennessee y Nueva Orleans, Luisiana . A lo largo de toda su ruta, la I-59 corre paralela a la US Route 11 . El camino es de cuatro carriles en toda la ruta, excepto las porciones norte de Tuscaloosa, Alabama y en el área  metropolitana de Birmingham.

## Largo de la ruta
| Km.    | Estado   |  |  |
|        |          |  |  |
| 18     | Luisiana |  |  |
| 276,35 | Misisipi |  |  |
| 388    | Alabama  |  |  |
| 33,27  | Georgia  |  |  |
| 715,62 | Total    |  |  |

## Principales intersecciones
- Interestatal 10 y la Interestatal 12 en Slidell, Luisiana
- Interestatal 20 en Meridian, Misisipi, van juntas hasta Birmingham, Alabama .
- Interestatal 65 en Birmingham, Alabama
- Interestatal 24 en Wildwood, Georgia

## Rutas auxiliares
- I-359 en Tuscaloosa, Alabama
- I-459 en Birmingham, Alabama
- I-759 en Gadsden, Alabama